# Mortimer Peterson

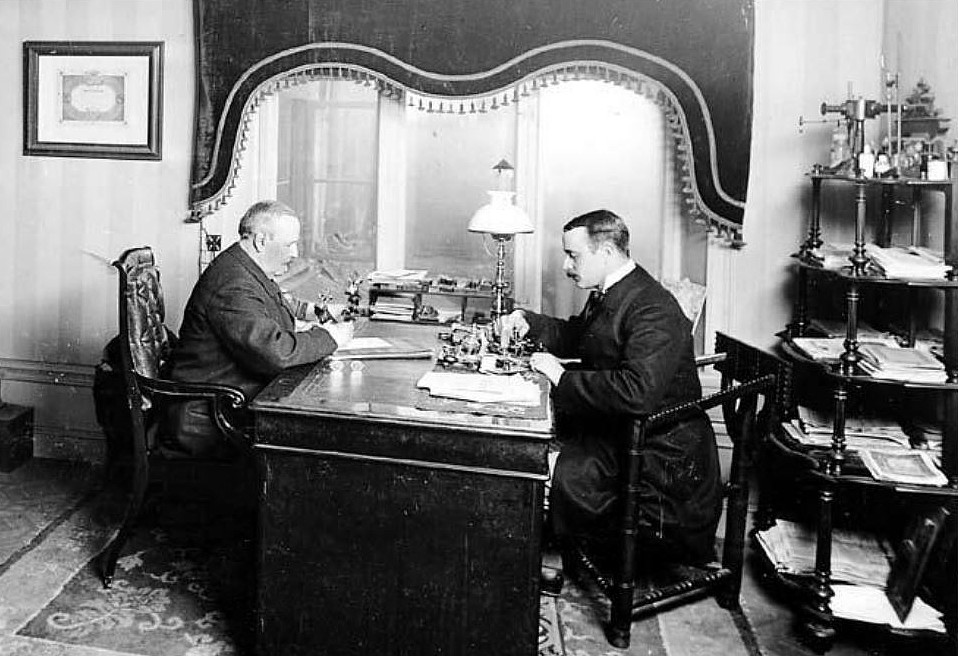
Numa Peterson och sonen Mortimer (t.h.) på företagets kontor omkring år 1900.

Mortimer Peterson, född 29 december 1867 i Vadstena, död 1920, var en svensk filmproducent och produktionschef. Han var son till apotekaren, fotohandlaren och affärsmannen Numa Peterson. 
Numa Petersons Handels- och Fabriks-AB var producent för den första svenska spelfilmen Byrakstugan som hade premiär 1897 i Lumières Kinematograf i Gamla Stockholm.

## Producent
- 1897 – Byrakstugan
- 1897 – Slagsmål i Gamla Stockholm
- 1897 – Akrobat med otur